# Евтюхин, Георгий Витальевич
Гео́ргий Вита́льевич Евтю́хин (9 мая 1970, Москва, СССР) — советский и российский хоккеист, игравший на позиции центрального нападающего. Большую часть карьеры провёл в московском «Спартаке». Призёр чемпионатов СССР, СНГ и России. Играл за сборную России, участник хоккейного турнира Зимних Олимпийских игр 1994. Мастер спорта России международного класса.

## Карьера
В СДЮШОР «Спартак» занимался с 1979 года, первым тренером был Михаил Фёдорович Иванов. Основную часть карьеры провёл в родном «Спартаке». Провёл в его составе 56 игр в чемпионате СССР, 297 игр в высшем дивизионе России и 46 игр в первом дивизионе. Также выступал в составе новокузнецкого клуба, где провёл 52 игры.
Выступал также в зарубежных клубах: немецком «Айсберен Берлин» и японском «Ниппон Пэйпер Крэйнс» (в «Крэйнс» — вместе с Алексеем Путилиным).
Привлекался в сборную. В составе сборной России принял участие в Олимпиаде — 1994, где команда стала лишь четвёртой.
Некоторое время работал главным тренером женской хоккейной команды СКИФ.

## Статистика
| Легенда | Легенда                    | Легенда | Легенда                   | Легенда | Легенда    |
| ------- | -------------------------- | ------- | ------------------------- | ------- | ---------- |
| И       | Количество проведённых игр | Штр     | Штрафное время            | +/−     | Плюс-минус |
| Г       | Голы                       | П       | Голевые передачи          | О       | Очки       |
| -       | Статистика неизвестна      | —       | Статистика не учитывалась |         |            |

### Клубная
- a В «Регулярном сезоне» учитывается статистика игрока совместно с Плей-офф.
- b В «Регулярном сезоне» учитывается статистика игрока совместно с Переходным турниром.

## Достижения
| Год  | Команда               | Достижение                         |
| ---- | --------------------- | ---------------------------------- |
| 1990 | Спартак Москва        | Обладатель Кубка Шпенглера         |
| 1991 | Спартак Москва        | Серебряный призёр чемпионата СССР  |
| 1992 | Спартак Москва        | Бронзовый призёр чемпионата СНГ    |
| 2000 | Металлург Новокузнецк | Бронзовый призёр чемпионата России |
| 2001 | Спартак Москва        | Победитель Высшей лиги             |

| Год        | Команда               | Достижение                                       |
| ---------- | --------------------- | ------------------------------------------------ |
| 1994       | Спартак Москва        | Лучший ассистент МХЛ                             |
| 1999, 2000 | Спартак Москва        | Лучший ассистент Суперлиги (2)                   |
| 1999       | Металлург Новокузнецк | Участник Матча всех звёзд Суперлиги              |
| 2000       | Металлург Новокузнецк | Обладатель приза «Самому результативному игроку» |

### Как тренер
Командные
| Год  | Команда | Достижение                                          |
| ---- | ------- | --------------------------------------------------- |
| 2009 | СКИФ    | Серебряный призёр чемпионата России среди женщин    |
| 2009 | СКИФ    | Обладатель Кубка европейских чемпионов среди женщин |